# Исаакий (Иванов)
Архимандри́т Исаа́кий (в миру Андрей Викторович Иванов; род. 17 августа 1979, Касимов, Рязанская область) — священнослужитель Русской православной церкви, архимандрит, избранный епископом Касимовским и Сасовским (Рязанская митрополия). Наместник Иоанно-Богословского Пощуповского монастыря (2012—2025).
Тезоименитство — 30 мая (12 июня) (память преподобного Исаакия Далматского).

## Биография
Родился 17 августа 1979 года в Касимове Рязанской области. Крещён во младенчестве в храме села Сынтул Рязанской области. В 1996 года окончил Рязанскую среднюю школу № 63. В 1996—2001 года учился в Рязанской государственной радиотехнической академии (факультет электроники, инженер-электронщик); в 2001—2003 годы учился в аспирантуре РГРА.
В 2003—2006 годы учился в Псковском духовном училище. Исполнял послушание иподиакона архиепископа Псковского и Великолукского Евсевия (Саввина).
16 октября 2005 года в Троицком кафедральном соборе года Пскова архиепископом Псковским Евсевием (Саввином) рукоположен в сан диакона. В 2005—2009 годы — клирик Снетогорского женского монастыря Пскова.
В 2006—2012 годы учился на заочном отделении Московской духовной семинарии.
14 апреля 2009 годы архимандритом Гермогеном (Муртазовым) пострижен в монашество с именем Исаакий в честь преподобного Исаакия Далматского.
20 января 2010 года принят в клир Рязанской епархии.
24 января 2010 года в кафедральном соборе Рождества Христова города Рязани архиепископом Рязанским и Касимовским Павлом (Пономарёвым) рукоположен в сан иеромонаха. В 2010—2012 годы — клирик Казанского женского монастыря г. Рязани. С октября по декабрь 2012 года был ректором Рязанского Епархиального женского духовного училища, которое в итоге было преобразовано в регентское отделение Рязанской духовной семинарии.
12 декабря 2012 года освобождён от исполнения возложенных послушаний в связи с переходом в братию Иоанно-Богословского мужского монастыря в селе Пощупово Рязанской области. 27 декабря 2012 года назначен и. о. игумена Иоанно-Богословского монастыря, с 25 декабря 2013 года — игумен обители. В 2013—2025 годы — директор ООО «Монастырский двор», подворья Иоанно-Богословского монастыря. В 2014—2023 годы — директор АНО «Паломнический центр Рязанской епархии Русской Православной Церкви». В 2014—2023 годы — настоятель епархиального подворья в честь святителя Николая Чудотворца города Рязани.
В 2015—2017 годы учился в магистратуре Николо-Угрешской духовной семинарии, получил степень магистра богословия.
26 декабря 2014 года назначен секретарём епархиального церковного суда. 13 октября 2016 г. назначен благочинным монастырей Рязанской епархии.

### Архиерейское служение
24 июля 2025 года решением Священного синода Русской православной церкви избран епископом Касимовским и Сасовским (Рязанская митрополия).
5 августа 2025 года в Рождественском кафедральном соборе Рязани митрополитом Рязанским и Михайловским Марком (Головковым) возведён в сан архимандрита.